# Shokugeki no Soma
Shokugeki no Soma (食戟のソーマ, Shokugeki no Sōma) és una sèrie manga japonesa escrita per Yūto Tsukuda i il·lustrada per Shun Saeki. Es va publicar a la revista Weekly Shōnen Jump de Shueisha entre el novembre del 2012 i el juny del 2019, i se'n van editar 36 volums tankōbon. S'ha adaptat en un anime produït per J.C.Staff i estrenat el 2015, del qual s'han emès cinc temporades.

## Argument
La sèrie se situa principalment a l'escola de cuina d'elit Totsuki, a Tòquio, d'on es gradua només un grapat d'estudiants cada any. El campus de l'escola és extens i inclou diverses aules de cuina, clubs de recerca i grans pavellons per a les competicions. Els millors estudiants ocupen els deu seients del Consell de l'escola, un dels principals òrgans de govern, juntament amb el director. Qualsevol alumne pot desafiar-ne un altre a un shokugeki, una batalla culinària, amb l'objectiu —entre altres— d'aconseguir estris de cuina, de formar part d'una societat culinària o del Consell, o de ser expulsat de l'escola.
L'adolescent Soma Yukihira vol convertir-se en xef al restaurant de la família i superar les habilitats culinàries del seu pare, en Joichiro. En Joichiro, però, troba una altra feina a l'estranger i ha de tancar el restaurant. En Joichiro matricula en Soma a l'escola Totsuki: el noi aconsegueix superar la prova d'accés tot i l'objecció de l'Erina Nakiri, la neta del director. En Soma té una plaça a la residència Polaris del campus, on coneix altres aspirants a xef, i la sèrie segueix les seves aventures un cop es proposa de ser el millor estudiant de l'escola.

## Anime
L'adaptació a l'anime fou dirigida per Yoshitomo Yonetani, amb guió de Shogo Yasukawa i amb Yoshitsugu Matsuoka com a Soma Yukihira. La primera temporada, de 24 episodis, es va emetre entre l'abril i el setembre del 2015.
La segona temporada, de 13 episodis, es va emetre del 2 de juliol al 24 de setembre del 2016. La tercera temporada es va dividir en dues meitats: la primera, del 4 d'octubre al 20 de desembre del 2017, i la segona, del 9 d'abril al 25 de juny del 2018. La quarta temporada es va emetre del 12 d'octubre al 28 de desembre del 2019. La cinquena i última, de l'11 d'abril al 25 de setembre del 2020.